# Kulturverein Sagenland Mecklenburg-Vorpommern
Der Kulturverein Sagenland Mecklenburg-Vorpommern e. V. ist ein Kulturverein in Schwerin.

## Geschichte
Der Verein wurde am 14. Februar 2006 in Schwerin gegründet, um die Entdeckung und Verbreitung des Sagenschatzes aus Mecklenburg-Vorpommern zu fördern. Der erste Vorsitzende des von sieben Personen gegründeten Vereins war Reinhold Kunze. Bald jedoch ging der Vorsitz an Jürgen Borchardt über. Seit November 2017 leitet Dieter Gonsch die Geschicke des Vereins.

## Ziele, Projekte, Aktivitäten
Der gemeinnützige Verein macht es sich zur Aufgabe, den Sagenschatz in Schwerin und Umgebung zu heben, zu verbreiten und ihn nicht in Vergessenheit geraten zu lassen. Da Sagen meistens nur mündlich überliefert und weitergegeben werden, beschäftigen sich die Projekte mit der Dokumentation der Sagen und ihrer Hintergründe, mit Ausstellungen, mit der Arbeit in Schulen, mit Vorschlägen und der Realisierung von Rad- und Wanderpfaden in Zusammenarbeit mit Gemeinden und anderen Institutionen.
Der Verein recherchiert und sammelt Fakten zum Sagenschatz Mecklenburg-Vorpommerns. Ein wesentlicher Schwerpunkt der Vereinsarbeit ist das Herausfinden, Zugänglichmachen, Kennzeichnen und häufig das künstlerische Gestalten von attraktiven Sagenstätten, meist in Form von Sagensteinen. Die Einarbeitung der Sagenstätten in vorhandene Themenrouten bzw. Wanderkarten sowie die Schaffung neuer Sagenpfade ist ein weiterer Baustein der Vereinsarbeit. Einige Mitglieder beschäftigen sich mit der Erarbeitung von Printpublikationen zu einzelnen Sagenstätten, zu historischen Hintergründen, zu einzelnen Regionen oder als Wander- und Reiseführer.
Der Verein versucht, alle Altersgruppen in seine Aktivitäten einzubeziehen. Dazu gehören Projekttage an Schulen zur Sagenthematik und darstellendes Spiel bei Sagensteineinweihungen durch Schülergruppen. Die Wanderausstellung mit Fotos von Sagenschauplätzen und Sagentexten ist regelmäßig in Seniorenheimen zu Gast sowie in Einkaufszentren und sogar in Autohäusern. Bei kulturellen Veranstaltungen, wie z. B. beim Schlossfest in Schwerin, ist der Verein präsent und es werden Sagenführungen durchgeführt. Auch bei Weihnachtsmärkten und Festumzügen wirkt der Verein mit.
Am 7. April 2017 wurde der Räuber-Röpke-Pfad eingeweiht. Es ist ein ca. 25 km langer Wander- und Fahrradrundweg um das Sagendorf Pinnow herum. Er führt durch Orte wie Raben Steinfeld, Peckatel (Ortsteil von Plate), Zietlitz (Ortsteil von Sukow), Godern über malerische Waldwege zum Waldschlösschen, der auf Initiative und unter aktiver Mitwirkung des Vereins in Zusammenarbeit mit den anliegenden Gemeinden entstand.
Der auf Initiative des Vereins und in Zusammenarbeit mit den Gemeinden entstandene Niklot-Pfad in der Nordost-Region des Schweriner Sees verbindet Orte zwischen Retgendorf und Hohen Viecheln. Der Wanderweg berührt die Orte Retgendorf, Flessenow (Ortsteil von Dobin am See), Neu Flessenow, die Burg Dobin, Hohen Viecheln und die Schwedenschanze bei Bad Kleinen. Auf den Rad- und Wanderpfaden kann man mittels QR-Codes tiefergehende Informationen erhalten und Rätsel auf verschiedenen Levels lösen. Die Anhänger des Geocachings finden an vielen Sagenstandorten die Möglichkeit, „Tradis“ zu finden, „Multis“ abzulaufen oder „Schätze“ in Form von Geocoins zu entdecken und zu heben.